# Hned jsem tam
Hned jsem tam (v anglickém originále On My Way) je čtrnáctá epizoda a zimní finále třetí sezóny amerického hudebního televizního seriálu Glee a v celkovém pořadí padesátá osmá epizoda tohoto seriálu. Scénář k ní napsal Roberto Aguirre-Sacasa, režíroval ji Bradley Buecker a poprvé se vysílala ve Spojených státech dne 21. února 2012 na televizním kanálu Fox. Epizoda obsahuje souboj New Directions se sborem Slavíci na Daltonově akademii na regionální soutěži sborů, dále Rachel (Lea Michele) a Finn (Cory Monteith) přesouvají svou svatbu. Vrací se speciální hostující hvězdy Jeff Goldblum a Brian Stokes Mitchell jako Rachelini dva otcové a díl též obsahuje neúspěšný pokus Dava Karofskeho (Max Adler) o sebevraždu.
Tato epizoda získala silné a rozmanité reakce od kritiků. Většina svou největší chválu směřovala ke scénám s Karofskym, jak ho události vedly k sebevraždě, tak i když ho Kurt (Chris Colfer) navštívil v nemocnici. Nicméně mnoho kritiků označilo tento díl za dějově nevyvážený a zbytek epizody, zvláště regionální soutěž sborů a zápletka se svatbou Rachel a Finna, dějově epizodě nestačil. Poslední scéna, která končí, když je Quinn (Dianna Agron) v potenciální smrtelné autonehodě, byl pro řadu kritiků kontroverzní.
Jedinou písní, která získala silně nadšený ohlas, se stala „Cough Syrup“, kterou zpíval Blaine (Darren Criss) a byla použita jako hudební podkresba pro Karofskeho sekvenci vedoucí k sebevraždě. Ostatní písně, které všechny zazněly na regionální soutěži, se setkaly s různými názory. Pět ze šesti singlů vydaných z této epizody se umístilo v žebříčcích Billboard Hot 100 a Billboard Canadian Hot 100; mashup písní „Fly“ a „I Believe I Can Fly“ v podání New Directions se umístil nejvýše ve Spojených státech, zatímco singl „What Doesn't Kill You (Stronger)“ v podání Troubletones jako části sboru New Directions, se umístil mezi pěti nejlepšími písněmi v Kanadě.
V původním vysílání epizodu sledovalo 7,46 milionů amerických diváků a získala 3,0/8 Nielsenova ratingu/podílu na trhu ve věkovém okruhu od osmnácti do čtyřiceti devíti let. Celková sledovanost epizody stoupla oproti předchozí epizodě z názvem Srdce, která se vysílala o týden dříve.

## Děj epizody

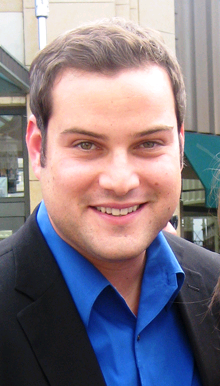
Max Adler (na obrázku) byl chválen za svůj výkon v roli Dava Karofskeho v této epizodě

Regionální kolo soutěže sborů se blíží a hlavní zpěvák sboru Slavíci z Daltonovy akademie, Sebastian Smythe (Grant Gustin) vyhrožuje, že zveřejní sexuálně explicitní počítačově upravené fotky Finna Hudsona (Cory Monteith) na internetu, pokud hlavní zpěvačka New Directions, Rachel Berry (Lea Michele) ze soutěže neodstoupí. Rachel, která věří, že její výkon na regionálním kole je rozhodující k přijetí na NYADU, to odmítne, což rozzlobí Finna.
Dave Karofsky (Max Adler) je odhalen v škole (jeho spolužáci zjistí, že je homosexuál) a následně je jimi šikanován v šatně. Je také nemilosrdně napaden na internetu. Zničený Karofsky se pokusí o sebevraždu oběšením, ale jeho otec ho včas najde a zachrání. Tyto zprávy způsobí pozdvižení na McKinleyově střední škole; členové personálu věří, že mohli udělat více, aby mu pomohli v době, když byl u nich studentem, zatímco Kurt se obviňuje, že ignoroval Karofskeho opakované telefonáty ten týden. Také to šokuje Sebastiana, který Karofskeho krutě odmítl v gay baru a zničí upravené fotky Finna, tudíž jeho pokus o vydírání. Vedoucí sboru New Directions, Will Schuester (Matthew Morrison) řekne všem členům sboru, aby před ostatními odhalili jednu věc, na kterou se v budoucnosti těší, aby jim připomněl, že nezáleží na tom, jak hluboko jejich životy spadly, neměli by zapomínat na to, co hezké je před nimi. Rachel a Finn se jeden druhému omluví a rozhodnou se vzít ihned po regionálním kole.
Regionální kolo se otvírá se Slavíky, kteří zpívají dvě písně, "Stand" a "Glad You Came". Druhá skupina pojmenovaná Golden Goblets má také velmi působivé vystoupení. Před vystoupením New Directions, Finn ve zkušebně oznámí, že se po soutěži ihned s Rachel vezmou a řekne skupině, aby žili každý den tak, jako by to byl jejich poslední. New Directions otvírají své vystoupení mashupem písní „Fly“ a „I Believe I Can Fly“, na což navazuje vystoupení Troubletones s písní „What Doesn't Kill You (Stronger)“. Rachel ukončuje jejich vystoupení písní "Here's to Us". New Directions vyhrávají regionální kolo a Slavíci končí na druhém místě.
Quinn Fabray (Dianna Agron) požádá trenérku roztleskávaček Sue Sylvester (Jane Lynch), aby ji dovolila vrátit se k roztleskávačkám, ale Sue to odmítá, ačkoliv Quinn prozradí, že je těhotná. Nicméně Sue po regionálním kole změní názor a dává Quinn uniformu roztleskávačky. Quinn si také rozmyslí svůj názor ohledně svatby Finna a Rachel a řekne Rachel, že jejich svatbu nyní již podporuje a doufá, že ještě není pozdě, aby mohla být družičkou.
Hiram Berry (Jeff Goldblum) a Burt Hummel (Mike O'Malley) se pokusí na poslední chvíli překazit svatbu. Rachel se zdráhá začít bez Quinn, která jela domů, aby si vyzvedla své šaty pro družičku a píše Quinn sms zprávu, aby zjistila, kde je. Quinn během jízdy odpovídá na Rachelinu zprávu, když se její auto náhle srazí s nákladním automobilem.

## Seznam písní
- „Cough Syrup“
- „Stand“
- „Glad You Came“
- „She Walks in Beauty“
- „Fly“ / „I Believe I Can Fly“
- „What Doesn't Kill You (Stronger)“
- „Here's to Us“

## Hrají
| Dianna Agron      | Quinn Fabray          |
| Chris Colfer      | Kurt Hummel           |
| Darren Criss      | Blaine Anderson       |
| Jane Lynch        | Sue Sylvester         |
| Jayma Mays        | Emma Pillsburry       |
| Kevin McHale      | Artie Abrams          |
| Lea Michele       | Rachel Berry          |
| Cory Monteith     | Finn Hudson           |
| Heather Morris    | Brittany Pierce       |
| Matthew Morrison  | William Schuester     |
| Amber Riley       | Mercedes Jones        |
| Naya Rivera       | Santana Lopez         |
| Mark Salling      | Noah „Puck“ Puckerman |
| Harry Shum mladší | Mike Chang            |
| Jenna Ushkowitz   | Tina Cohen-Chang      |